# Raillencourt-Sainte-Olle
Raillencourt-Sainte-Olle és un municipi francès, situat a la regió dels Alts de França, al departament del Nord. L'any 2006 tenia 2.383 habitants. Limita al nord amb Sailly-lez-Cambrai, al nord-est amb Tilloy-lez-Cambrai, a l'est amb Neuville-Saint-Rémy, al sud-est amb Cambrai, al sud amb Fontaine-Notre-Dame (Nord), a l'oest amb Bourlon i al nord-oest amb Haynecourt.

## Demografia
| Evolució de la població Ehess i INSEE |      |      |      |      |      |      |      |      |
| 1793                                  | 1800 | 1806 | 1821 | 1831 | 1836 | 1841 | 1846 | 1851 |
| 399                                   | 353  | 498  | 676  | 721  | 746  | 805  | 870  | 965  |

| 1856 | 1861  | 1866  | 1872  | 1876  | 1881  | 1886  | 1891  | 1896  |
| ---- | ----- | ----- | ----- | ----- | ----- | ----- | ----- | ----- |
| 999  | 1.022 | 1.007 | 1.057 | 1.087 | 1.188 | 1.281 | 1.334 | 1.342 |

| 1901  | 1906  | 1911  | 1921  | 1926  | 1931  | 1936  | 1946  | 1954  |
| ----- | ----- | ----- | ----- | ----- | ----- | ----- | ----- | ----- |
| 1.430 | 1.447 | 1.547 | 1.277 | 1.412 | 1.405 | 1.416 | 1.344 | 1.310 |

| 1962  | 1968  | 1975  | 1982  | 1990  | 1999  | 2006 | 2011 | 2016 |
| ----- | ----- | ----- | ----- | ----- | ----- | ---- | ---- | ---- |
| 1.499 | 1.891 | 1.826 | 2.201 | 2.220 | 2.280 | -    | -    | -    |

| 2019 | - | - | - | - | - | - | - | - |
| ---- | - | - | - | - | - | - | - | - |
| -    | - | - | - | - | - | - | - | - |

## Administració
| Període   | Identitat          | Partit |
| --------- | ------------------ | ------ |
| 1962-1969 | François Moreau    |        |
| 1969-1989 | Paul Bousignière   |        |
| 1989-2001 | François Delcourte |        |
| 2001-     | Maryvonne Ringeval |        |